# Zvjezdan Ljubobratović
Zvjezdan Ljubobratović (República Federal Socialista de Yugoslavia, 27 de mayo de 1971) es un exfutbolista croata. Jugó de delantero en diferentes clubes europeos.

## Trayectoria
En el mercado de invierno de la temporada 1992/93 fichó por el Real Betis Balompié hasta final de temporada con opción a 4 temporadas más. El entrenador bético Jorge D'Alessandro afirmó enterarse de su fichaje a través de los medios de comunicación. En algunas páginas de internet figura que el jugador después del Real Betis fichó por el Hércules Club de Fútbol si bien es un dato totalmente falso, además de que el Hércules militaba en Segunda "B" donde no podían jugar extranjeros. Posteriormente jugó con mejor suerte en la liga eslovena, belga, croata y rusa.

## Clubes
| Club                | País       | Año       |
| ------------------- | ---------- | --------- |
| NK Bjelovar         | Yugoslavia | 1990-1992 |
| Real Betis Balompié | España     | 1992-1993 |
| NK Maribor          | Eslovenia  | 1995-1997 |
| Sint-Truidense      | Bélgica    | 1997-1998 |
| HNK Šibenik         | Croacia    | 1998-1999 |
| NK Bjelovar         | Croacia    | 1999-2000 |
| HNK Šibenik         | Croacia    | 2000-2001 |
| Rubin Kazan         | Rusia      | 2001      |
| HNK Šibenik         | Croacia    | 2001-2002 |
| NK Bjelovar         | Croacia    | 2002-2004 |